# いろは樋
いろは樋（いろはどい）は、寛文2年（1662年）に埼玉県志木市の新河岸川に架けられた野火止用水の水路橋。構造上はサイフォン式の筧（かけひ）である。野火止用水の水を新河岸川を跨ぎ越して、宗岡地区に導いた。

## 架設

### 経緯
明暦元年（1655年）春に完成した野火止用水は完成後しばらくそのまま新河岸川に流れ落ちていた。一方で対岸の宗岡村では農業用水の不足に悩まされており、当地を領有していた旗本の岡部忠直は、宗岡村の一部を領有していた川越藩主松平信綱の許しを得て巨大な木樋を架設することとした。
設計と工事を担当したのは岡部忠直の家臣の白井武左衛門（しらい ぶざえもん）で寛文2年（1662年）に完成した。ただし、安松金右衛門（やすまつ きんえもん）によるものとする説もある。

### 構造
新河岸川の上に架けられた樋は長さ260m、幅と深さは42cmで、水面から高さ約4.4メートル上方に架けられた（長さ358m、幅60cmとする資料もある）。
坂の上に設置した小枡に水を貯め、地下に向けて設置した木の樋で大枡まで勢いよく流し込み、その勢いでいろは樋を通して新河岸川を越える。水をいったん高い所に上げてから低い所に移すサイフォン式となっている。

## 改修と終焉

### 宗岡潜管
江戸時代からの樋は木製だったため度重なる洪水によって何度も被害を受け、修理時の出費も大きく、長さ約7.2m、幅約60㎝という巨材の調達も次第に難しくなっていった。そこで1898年（明治31年）から1903年（明治36年）にかけて総工費1万7千余円で鉄管272mを地下に埋設した。
この工事で従来の水路橋ではなく川底に通していく伏越工法（ふせこしこうほう）が採用された。それと同時に小枡、大枡を従来の木製からレンガ製に替え、川を越えた宗岡地区側にも流水受取口の大枡を設置した宗岡潜管が完成した。
さらに新河岸川の改修工事に伴い、大正末期から在来の鉄管に鉄筋コンクリート管を補足し、コンクリート製マンホールを2か所に増設する再改修が行われ、1930年（昭和5年）3月31日に完成した。

### 衰退期
1949年（昭和24年）衛生状態を確認するため埼玉県内を巡回していた占領軍埼玉県軍政部衛生課長グラディス・W・ローラが野火止用水の細菌検査を実施した際、飲料不可の結果が出された（ローラの「不潔宣言」）。また1951年（昭和26年）に当用水路を飲料水にしていた新座市野火止の住民50人が赤痢になった。これらによって上水道の普及が進んだ。
野火止用水も1965年（昭和40年）に下水道の暗渠となったため、これらの設備も歴史的な役割を終えた。

## 遺構等
いろは樋から来た用水は宗岡地区を樹形図状に分かれていた。現在流路跡がわかるのが、中宗岡一丁目交差点～宗岡小学校前にある一里塚を左に曲がり、産財氷川神社付近まで続いている石蓋の歩道がその名残である。

### 文化財
- いろは樋の大桝（志木市本町、志木市指定有形文化財） - 1898年（明治31年）のもの[2]。
- いろは樋絵図（志木市有形文化財）[2]
- 白井武左衛門供養塔（志木市下宗岡、志木市有形文化財）[2]

### 展示等
志木市本町市場坂上の信号付近に小枡、大枡、いろは樋、いろは樋の縮小模型（江戸期のもの）が展示され、当時の様子を忠実に再現している。また中宗岡1丁目宗岡交番の脇に明治期の受取口の大枡と宗岡潜管の一部が展示されている。志木市立郷土資料館の敷地内にも、1978年に行われた柳瀬川の改修中に川底から発掘された潜管が展示されている。また、いろは樋が架かっていた場所の近傍に道路橋のいろは橋が架かるが、その親柱にはいろは樋のレリーフが掲げられ、その欄干はいろは樋の桁を模したデザインのものとなっている。

## 参考資料
- 志木市立郷土資料館資料
- 志木市教育委員会

## 関連文献
- 斎藤長秋 編「巻之四 天権之部 宗岡里 内川」『江戸名所図会』 3巻、有朋堂書店〈有朋堂文庫〉、1927年、70-71頁。NDLJP:1174157/40。 -- 挿絵にいろは樋が描かれている